# 엘렉트레나이

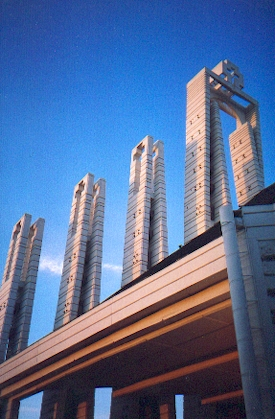
엘렉트레나이에 있는 교회

엘렉트레나이(리투아니아어: Elektrėnai)는 리투아니아 빌뉴스주의 도시로, 인구는 14,050명(2001년 기준)이며 빌뉴스와 카우나스 사이에 위치한다.
소비에트 연방 시대에 발전소가 건설되면서 신설되었으며 리투아니아에서 가장 최근에 건설된 도시 가운데 한 곳이다. 도시 이름은 리투아니아어로 "발전소"라는 뜻을 가진 단어인 "엘렉트리네"(elektrinė)에서 유래된 이름이다.

시 문장

## 사진

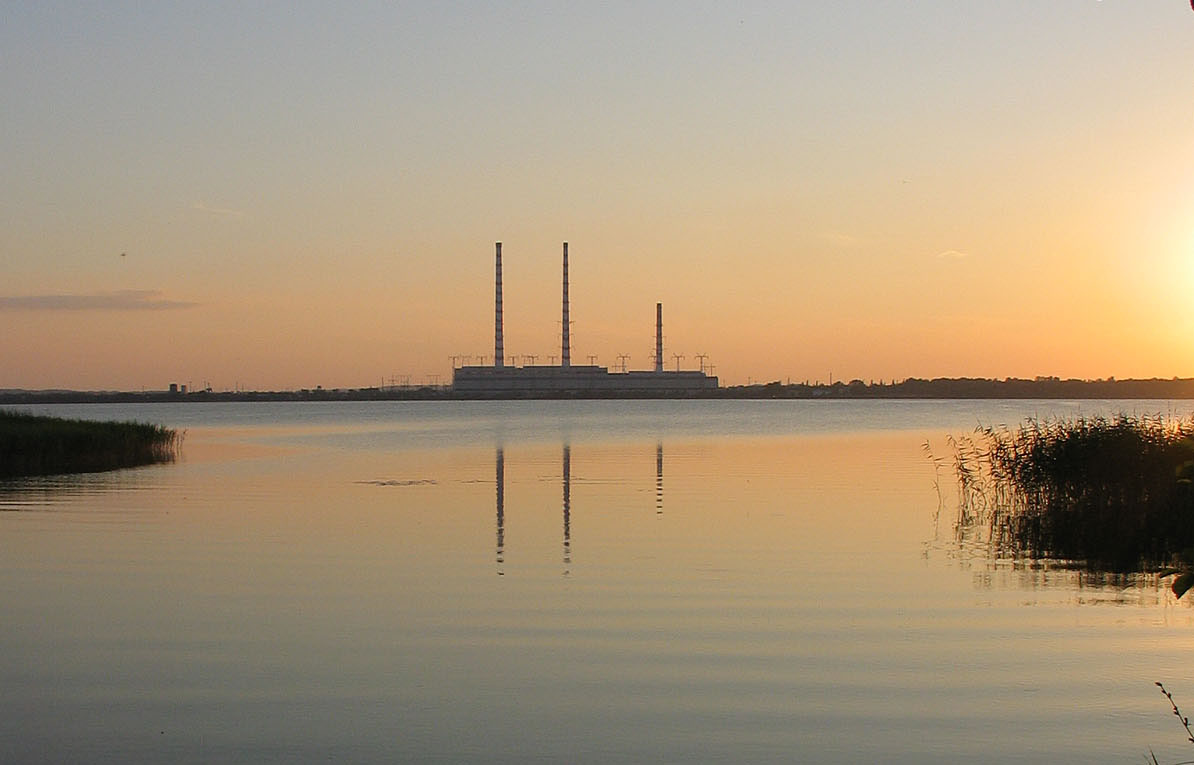
엘렉트레나이 호와 발전소